# Herichhauser Bach
| Zuläufe und Bauwerke \| Herichhauser Bach \| Herichhauser Bach \| Herichhauser Bach \| \| ----------------- \| ----------------- \| --------------------- \| \| Legende \| \| \| \| Wuppertal \| \| Wuppertal \| \| Herichhausen \| \| Cronenberg-Mitte \| \| \| \| \| \| \| \| \| \| \| \| Herichhauser Siefen 3 \| \| Kürken \| \| Zulauf \| \| \| \| Herichhauser Siefen 2 \| \| \| \| Herichhauser Siefen 1 \| \| \| \| \| \| \| \| \| \| Landesstraße 74 \| \| \| \| Wupper \| \| \| |  |                       |
| Herichhauser Bach |  |                       |
| Legende |  |                       |
| Wuppertal |  | Wuppertal             |
| Herichhausen |  | Cronenberg-Mitte      |
| |  |                       |
| |  |                       |
| |  | Herichhauser Siefen 3 |
| Kürken |  | Zulauf                |
| |  | Herichhauser Siefen 2 |
| |  | Herichhauser Siefen 1 |
| |  |                       |
| |  |                       |
| Landesstraße 74 |  |                       |
| Wupper |  |                       |

Der Herichhauser Bach ist ein 1,8 Kilometer langer Bach und linker Zufluss der Wupper im Wuppertaler Stadtteil Cronenberg. Er ist einer der größeren Bäche des Staatsforstes Burgholz.

## Topografie
Der Bach entspringt auf rund 282 Meter über Normalnull bei der Borner Straße zwischen dem Cronenberger Ortsteil Herichhausen und dem Ortskern Cronenbergs. Zunächst verrohrt fließt er in westliche Richtung unter der Wohnbebauung und landwirtschaftliche Flächen hindurch zum Naturschutzgebiet Staatsforst Burgholz, wo er innerhalb des dortigen Arboretums hinab zur Wupper fließt.
Von links nimmt er vier Zuflüsse auf: Der Herichhauser Siefen 3 (27365322), ein unbenannter linker Zulauf (27365324), der Herichhauser Siefen 2 (27365326) und der Herichhauser Siefen 1 (27365328). Nach rund 1,7 km unterquert der Herichhauser Bach verrohrt die Landesstraße 74 und mündet auf rund 127 Meter Höhe Normalnull in die Wupper.
Sein Bachtal trennt einen Ausläufer des Cronenbergs von der Erhebung Kürken und ist Teil der naturräumlichen Einheit Burgholzberge (Ordnungsnummer 338.051).